# Egy pesti éjszaka
Az Egy pesti éjszaka (franciául: Retour à l'aube) 1938-ban bemutatott francia filmdráma Henri Decoin rendezésében. A filmet Budapesten és más magyarországi helyszíneken (például Zichyújfaluban) forgatták Danielle Darrieux főszereplésével. 
Magyarországon 1939. március 16-án mutatták be.

## Cselekménye
Anita, a falusi lány a tállyai állomásfőnök felesége lesz. A környékbeli birtokosnak sikerül elintéznie, hogy a kis állomáson is megálljon a pesti gyors. Egy napon Anitát táviratilag Pestre hívják, ahol találkozik Osten úrral, a birtokos fiával, aki megmutatná neki a város mulatóhelyeit. Az asszonynak még délután haza kell utaznia, de lekési a vonatot, így végül enged Osten invitálásának. A szép asszony mindenhol feltűnést kelt, a társasági élet megszédíti. A kaszinóban találkozik a pesti gyors ablakában korábban látott férfival. A kalandor férfi hálójába keríti Anitát, majd eszközül használja fel céljai eléréséhez. Hajnalban a kalandorral együtt Anitát is letartóztatják, de őt Osten közbelépése tisztázza. Az asszony egy nagyvilági éjszaka emlékeivel tér haza szerető férje karjaiba.

## Szereposztás
- Danielle Darrieux: Anita Ammer
- Pierre Dux: Karl Ammer
- Jacques Dumesnil: Dick farmer (álneve „Keith”)
- Pierre Mingand: Osten
- Raymond Cordy: Pali
- Samson Fainsilber: Veber, az ellenőr
- Marcel Delaître: A biztos
- Thérèse Dorny: A rendező a divatházban
- Louis Florencie
- Léonce Corne: Osten barátja
- André Numès Fils: A közjegyző
- Jacques Henley: Osten barátja
- Robert Ozanne: Utas
- Yvonne Yma
- Marcelle Barry
- Amy Collin
- Albert Brouett: A korona utazója
- Marcel Pérès: A gyógyszerész
- Pierre de Ramey: Osten barátja